# Citizen Corps
Citizen Corps (гражданский корпус) — программа Министерства внутренней безопасности США, обеспечивающая подготовку населения Соединенных Штатов к оказанию помощи в восстановлении после стихийного бедствия или теракта.
Все местные партнеры корпуса кооперируются с организациями, волонтерами и предприятиями для организации оперативного и эффективного реагирования, чтобы усилия не были потрачены впустую и не дублировались. Корпус также работает совместно с Корпорацией государственной и муниципальной службы, государственными и местными органами власти.
В январе 2002 года, через несколько месяцев после событий 11 сентября 2001 года, президент Джордж Буш запустил программу по содействию созданию возможностей для добровольной службы в Соединенных Штатах и за рубежом. Гражданский корпус был разработан также чтобы помочь координировать волонтёрскую деятельность и увеличить возможности по борьбе с любой чрезвычайной ситуацией. Цель программы — предоставление населению возможности участвовать в мерах по защите их семей, их домов, и их общин от угроз преступности, терроризма и бедствий всех видов.
Citizen Corps призывает граждан принять участие в ряде мероприятий, чтобы помочь подготовить себя и свои общины к чрезвычайным ситуациям:
- Личная подготовка: разработка плана готовности к чрезвычайным ситуациям, создание аварийного набора, реализация мер по смягчению последствий стихийных бедствий, участие в предупреждении преступности и т. д.
- Обучение: подготовка к чрезвычайным ситуациям, реагирование, оказание первой помощи и сердечно-легочной реанимации, пожаротушение, и поисково-спасательные процедуры.
- Служба волонтеров: привлечение людей к волонтерской деятельности, создание групп ликвидации последствий стихийных бедствий и организации безопасности.

## Партнерские программы Citizen Corps
Министерство внутренней безопасности, Министерство юстиции США и Министерство здравоохранения и социальных служб США совместно осуществляют пять программ в рамках Citizen Corps: CERT, «Огненного корпуса», соседского дозора, MRC и VIP-персон.

### CERT: сообщество аварийно-спасательных команд
Программа «Сообщество аварийно-спасательных команд» (англ. Community Emergency Response Team, CERT) знакомит американскую общественность о готовности к стихийным бедствиям и спонсирует обучение основам оказания полезных навыков, таких как тушение пожаров, поиск и спасание, оказание первой помощи и т. д. Программа обычно финансируется местными или окружными бюро по чрезвычайным ситуациям. Программа CERT призвана создать сдвиг в образе мышления американской общественности к культуре готовности к ЧС.

### Fire Corps
Программа «Огненный корпус» (англ. Fire Corps) направлена на оказание поддержки добровольными пожарными местным подразделениям пожарной охраны с целью более эффективного противодействия пожарам. Программа финансируется министерством внутренней безопасности и осуществляется Советом ассоциации Национальные Добровольные Пожарные в партнёрстве с Международной ассоциацией пожарных, Международной ассоциацией начальников пожарных команд, и другими группами, входящими в состав национального консультативного комитета.

### USAonWatch — Neighborhood Watch
Программа «Наблюдение за окрестностью» (англ. USAonWatch - Neighborhood Watch, NWP) включает в себя разъяснительную работу о противодействии терроризму, а также выступает в качестве способа привлечь жителей вместе, чтобы сосредоточить внимание на готовности к чрезвычайным ситуациям и аварийному реагированию. Финансируется Министерством юстиции США, находится в ведении национальной ассоциации шерифов.

### Medical Reserve Corps
Программа «Корпус медицинского резерва» (англ. Medical Reserve Corps, MRC) помогает добровольцам-медикам и другим добровольцам передавать свои знания и опыт желающим, а также во время локальных чрезвычайных ситуаций. Волонтёры MRC работают в координации с существующими местными программами экстренного реагирования, а также дополняют существующие общественные инициативы в области общественного здравоохранения, такие, как информационно-пропагандистская деятельность и профилактика в программе иммунизации, донорства, планирования помощи, и т. д. MRC программа находится в ведении Министерства здравоохранения и социальных служб США.

### Volunteers in Police Service
Программа «Волонтёры в полицейской службе» (англ. Volunteers in Police Service, VIPS) работает в направлении повышения потенциала использования добровольцев в государственных и местных правоохранительных органах. VIPS выступает в качестве шлюза к ресурсам и информации для правоохранительных волонтерских программ. Финансируется Министерством юстиции США, находится в ведении Международной ассоциации начальников полиции.